# DHB-Amateur-Pokal
Der DHB-Amateur-Pokal ist seit der Saison 2014/15 der wichtigste deutsche Handball-Pokalwettbewerb des Deutschen Handballbundes für Amateur-Vereinsmannschaften.

## Modus
Neben dem laufenden Spielbetrieb in den Handball-Ligen wird der Pokalwettbewerb im Ausscheidungsverfahren bestritten. Die Deutsche Amateur-Pokalmeisterschaft der Männer beginnt
mit 22 von den Landesverbänden gemeldeten Landes-Pokalsiegern, die im Punktspielbetrieb maximal einer Oberliga (vierthöchsten Spielklasse) angehören dürfen. Diese spielen in geografisch zugeordneten Qualifikationsspielen die 16 Mannschaften für die erste Hauptrunde aus. Der DHB-Amateur-Pokal wird in insgesamt vier aufeinander folgenden K.o.-Runden ausgetragen, deren letzte das Endspiel ist. Die Finalisten des DHB-Amateur-Pokals sind für die folgende Saison zur Teilnahme am DHB-Pokal berechtigt.

### Finalspiele
Die Finalspiele finden üblicherweise im Rahmen des Final-4-Turniers um den DHB-Pokal statt.

## DHB-Amateur-Pokalsieger
| Jahr   | Pokalsieger         | Finalgegner         | Ergebnis                                       |
| ------ | ------------------- | ------------------- | ---------------------------------------------- |
| 2015   | DHK Flensborg       | SG Kleenheim        | 33:29 (17:15)                                  |
| 2016   | SG Langenfeld 92/72 | HC Glauchau/Meerane | 29:25 (14:09)                                  |
| 2017   | TuS Spenge          | HSV Bad Blankenburg | 36:35 (14:13, 31:31, 5:4 im Siebenmeterwerfen) |
| 2018   | TuS Spenge          | HC Elbflorenz II    | 26:22 (13:10)                                  |
| 2019   | ATSV Habenhausen    | BTB Aachen 1908     | 31:29 (15:13, 28:28, 3:1 im Siebenmeterwerfen) |
| 2020 1 | SG Langenfeld 92/72 | SG VTB/Altjührden   | 22:19 (11:8)                                   |
| 2021 2 | –                   | –                   | –                                              |
| 2023   | Interaktiv.Handball | HC Gelpe/Strombach  | 35:24 (20:9)                                   |

1 Aufgrund der COVID-19-Pandemie fand das Final4 um den Deutschen Amateurpokal 2020 erst im September 2021 statt.

2 Der DHB-Amateur-Pokal 2021 wurde ausgesetzt.

## Erfolgreichste Vereine
| Rang | Verein              | Titel | Finale | Titeljahre |
| ---- | ------------------- | ----- | ------ | ---------- |
| 1.   | SG Langenfeld 92/72 | 2     | 2      | 2016, 2020 |
| 1.   | TuS Spenge          | 2     | 2      | 2017, 2018 |
| 2.   | DHK Flensborg       | 1     | 1      | 2015       |
| 2.   | ATSV Habenhausen    | 1     | 1      | 2019       |
| 2.   | Interaktiv.Handball | 1     | 1      | 2023       |
| 6.   | SG Kleenheim        | 0     | 1      | –          |
| 6.   | HC Glauchau/Meerane | 0     | 1      | –          |
| 6.   | HSV Bad Blankenburg | 0     | 1      | –          |
| 6.   | HC Elbflorenz       | 0     | 1      | –          |
| 6.   | BTB Aachen 1908     | 0     | 1      | –          |
| 6.   | HC Gelpe/Strombach  | 0     | 1      | –          |